# Ansuz
| ansuz            | ansuz           | ansuz           | ansuz                        | ansuz                        | ansuz              | ansuz              |
| Nome             | Proto-germanico | Proto-germanico | Antico inglese               | Antico inglese               | Norreno            | Norreno            |
| ---------------- | --------------- | --------------- | ---------------------------- | ---------------------------- | ------------------ | ------------------ |
| Nome             | *ansuz          | *ansuz          | ós, ác, æsc                  | ós, ác, æsc                  | óss                | óss                |
| Significato      | ase             | ase             | ase, quercia, frassino       | ase, quercia, frassino       | ase                | ase                |
| Forma            | Fuþark antico   | Fuþark antico   | Fuþorc                       | Fuþorc                       | Fuþark recente     | Fuþark recente     |
| Forma            |                 |                 |                              |                              |                    |                    |
| Unicode          | ᚨ U+16A8        | ᚨ U+16A8        | ᚩ ᚪ ᚫ U+16A9, U+16AA, U+16AB | ᚩ ᚪ ᚫ U+16A9, U+16AA, U+16AB | ᚬ ᚭ U+16AC, U+16AD | ᚬ ᚭ U+16AC, U+16AD |
| Traslitterazione | a               | a               | o; a; æ                      | o; a; æ                      | o                  | o                  |
| Trascrizione     | a               | a               | o; a; æ                      | o; a; æ                      | ą, o               | ą, o               |
| IPA              | [a(ː)]          | [a(ː)]          | [o(ː)]; [ɑ(ː)]; [æ(ː)]       | [o(ː)]; [ɑ(ː)]; [æ(ː)]       | [ɑ̃], [o(ː)]        | [ɑ̃], [o(ː)]        |
| Ordine alfab.    | 4               | 4               | 4; 25; 26                    | 4; 25; 26                    | 4                  | 4                  |

Varianti della runa ansuz nel fuþark recente.

*Ansuz ("ase") è il nome proto-germanico con cui probabilmente veniva chiamata la runa del fuþark antico (proto-germanico) corrispondente alla lettera A (carattere runico: ᚨ), e ai suoni espressi da A, O ed Æ; essa compare anche nel fuþark recente (norreno) con il nome óss ("ase") in molte varianti. Da tale runa sono inoltre derivati tre caratteri del fuþorc anglosassone e frisone: ós ("ase"), ác ("quercia") e æsc ("frassino"). Il significato è "dio" e "divino" (anche supremo, Odino), "spirito" e "spirituale", e "suono creatore". La forma della runa ansuz assomiglia alla lettera A dell'alfabeto neo-etrusco, a sua volta derivata dell'aleph fenicia.
Ha altri significati da cui prende la runa per Odino che sono l'ordine e il controllo.

## Descrizioni poematiche
In un poema runico in antico islandese Óss è equiparato a Odino, il Dio supremo (Gaut, forma antica di God, Gott):
Óss er algingautr,
ok ásgarðs jöfurr,
ok valhallar vísi.
Jupiter oddviti.
Ase è l'antico Dio,
e principe dell'Asgard,
e signore del Valhalla.
Sommo Giove.
In un poema runico in antico norvegese, óss è rappresentato come "estuario" meta della maggior parte dei viaggi, e "fodero" della spada:
L'estuario (óss) è la via della maggior parte dei viaggi,
Ma il fodero è della spada.
In un poema runico in antico inglese, ōs è rappresentato come "sorgente del verbo":
Ōs, fontana del verbo,
regge la saggezza,
consola i savi,
gioia e speranza dei signori.
La runologia della spiritualità germanica associa la runa ansuz a: pensiero, parola, linguaggio, scrittura; studio, comunicazione, insegnamento; saggezza anche da fonti improbabili, ispirazione, sciamanesimo; guida, comando, verità.

## Varianti
La runa del fuþark norreno è traslitterata con ą per distinguerla dalla runa ár (ᛅ), che è invece derivata dalla runa jeran dopo che questa ebbe perso il suono *j- prevocalico ancora presente nel proto-norreno *jár (antico sassone jār). Poiché il nome della runa A () dell'alfabeto gotico è ahsa o aza, il nome proto-germanico della runa potrebbe essere stato tanto *ansuz ("dio", "spirito") quanto *ahsam, che significa "spiga". Una variante della runa nel fuþorc inglese è la runa æsc (ᚫ), che significa "frassino"; la legatura latina æ nell'antico inglese fu chiamata æsc dal nome di tale runa. Un'altra variante, sempre inglese, è ác (ᚪ, "quercia").